# Парламентские выборы в Латвии (2011)
Выборы в Одиннадцатый Сейм Латвии состоялись 17 сентября 2011 года. По данным ЦИК Латвии, явка составила 59,49 %. Пять партий преодолели пятипроцентный барьер и прошли в Сейм. Крупнейшим в парламенте, получив 31 мандат из 100, стал блок «Центр согласия», объединяющий партию «Согласие» и Социалистическую партию Латвии. Впервые с 1991 года левая партия одержала победу на парламентских выборах в Сейм Латвии.

## Предыстория
Выборы 2011 года были седьмыми парламентскими выборами после восстановления независимости страны 4 мая 1990 года и первыми досрочными выборами в Сейм после провозглашения независимости Латвии в 1918 году.
На выборах в Десятый Сейм 2010 года в парламент прошли пять партий и объединений, первое, второе и третье места заняли соответственно блок «Единство», блок «Центр согласия» и Союз зелёных и крестьян. В Сейме была сформирована двухпартийная коалиция в составе «Единства» и Союза зелёных и крестьян, которая утвердила в должности действовавшего премьер-министра Валдиса Домбровскиса.
Очередные выборы в Сейм были запланированы на октябрь 2014 года. Однако 28 мая 2010 года президент Латвии Валдис Затлерс выступил с обращением к нации, в котором объявил о решении распустить Десятый Сейм. В качестве причины роспуска Сейма Валдис Затлерс назвал конфликт между законодательной и судебной властями и чрезмерное влияние олигархов на управление страной, проявившееся в неспособности Сейма дать согласие на обыск в доме депутата и лидера партии «ЛПП/ЛЦ» Айнарса Шлесерса, обвинённого в коррупции. Среди других причин решения президента о роспуске Сейма называлась попытка Валдиса Затлерса удержаться у власти посредством новых парламентских выборов после провала переговоров с парламентскими партиями о его переизбрании на посту Президента Латвии
Согласно статье 48 Сатверсме решение президента о роспуске Сейма должно быть передано на референдум. Референдум прошёл 23 июля 2011 года. Более 90 % избирателей, принявших участие в голосовании, высказались за роспуск Десятого Сейма. Явка составила 44,73 %, однако порог явки не был предусмотрен, поэтому в соответствии с результатами голосования Сейм был распущен. Согласно закону новые выборы должны состояться в течение двух месяцев после референдума.
За год, прошедший с предыдущих выборов, с крупнейшими партиями произошли следующие изменения. Даугавпилсская городская партия, входившая в политическое объединение «Центр согласия», присоединилась к социал-демократической партии «Согласие», которая также входила в «Центр согласия». Таким образом, в блоке «Центр согласия» остались два участника: партия «Согласие» и Социалистическая партия Латвии.
Проигравший президентские выборы 2 июня 2011 года Валдис Затлерс основал новую либеральную партию под названием «Партия реформ Затлерса», главными программными целями которой были более широкое участие граждан в политике и борьба с влиянием олигархов на государственное управление. Партия заняла умеренную позицию по вопросу отношений с меньшинствами, выступая за прекращение разделений в политике по национальному признаку. Хотя об этом программном положении было объявлено публично, другие вопросы оттенили его, что привело к резкому падению популярности «Партии реформ» после выборов, когда межнациональные вопросы вышли на первый план при формировании нового правительства.
Созданное перед выборами 2010 года и прошедшее в парламент партийное объединение «За лучшую Латвию» распалось на конгрессе 9 июля 2011 года. Вышедшая из объединения партия «ЛПП/ЛЦ» под руководством Айнарса Шлесерса выдвинула собственный список кандидатов на выборы в Сейм и поменяла своё название на «Партия реформ Шлесерса ЛПП/ЛЦ» по аналогии с «Партией реформ Затлерса», намекая на то, что, по мнению членов «ЛПП/ЛЦ», Валдис Затлерс больше думает о своей карьере, а не о стране. Другой участник объединения «За лучшую Латвию» Народная партия не смогла обжаловать в судебном порядке взыскание со стороны Бюро по борьбе с коррупцией за финансовые нарушения во время кампании перед выборами 2006 года и была обязана заплатить штраф в размере более чем 1 миллион латов. Из-за растущих долгов и малой популярности Народная партия объявила о банкротстве и самораспустилась 9 июля 2011 года.
Два предвыборных объединения, созданные перед выборами 2010 года, были преобразованы в единые партии: Национальное объединение, в которое вошли партии «Всё для Латвии!» и «Отечеству и свободе/ДННЛ», и «Единство», в которое вошли партии «Новое время», «Гражданский союз» и «Общество за другую политику».

## Избирательная система
В законодательство о выборах было внесено незначительное количество поправок после выборов 2010 года, в основном они были связаны с сокращённым периодом предвыборной кампании вследствие досрочного характера выборов. Предел трат на избирательную агитацию был уменьшен вдвое из-за короткого предвыборного периода. В соответствии с другой поправкой судьям было позволено участвовать в выборах без необходимости сложения полномочий. Однако в случае избрания совмещение обязанностей члена Сейма и судьи осталось запрещено.
Депутаты Сейма избираются на основе пропорциональной системы с открытыми списками в пяти многомандатных избирательных округах. От каждого округа избирается разное количество депутатов в зависимости от количества проживающих избирателей в нём. Выдвигать кандидатов для участия в выборах могут только партии или коалиции партий. Самовыдвижение на выборах в парламент запрещено. Участвовать в распределении мандатов могут партии, преодолевшие пятипроцентный избирательный барьер на национальном уровне, то есть получившие более 5 % голосов всех избирателей, принявших участие в голосовании. Количество мандатов, приобретённое партией, определяется на основе числа голосов, полученных в каждом избирательном округе, с использованием метода Сент-Лагю.
Когда избиратель приходит на избирательный участок, он получает столько бюллетеней, сколько партий участвует в выборах. На каждом бюллетене напечатан список кандидатов, выдвинутых одной из партий. Избиратель имеет право выразить предпочтение кандидату в списке, поставив плюс напротив его фамилии, или отказать в поддержке кандидату, вычеркнув его имя. Выразить предпочтение или отказать в поддержке можно неограниченному количеству кандидатов в списке. Кандидаты, получившие наибольшую разность плюсов и вычёркиваний, считаются избранными от округа, где они выдвигались.
Избирательная администрация состоит из трёх уровней: Центральная избирательная комиссия, 119 Муниципальных избирательных комиссий (девять городских комиссий в городах республиканского подчинения и 110 краевых комиссий) и 1027 участковых избирательных комиссий (УИК), включая 77 за рубежом. ЦИК состоит из девяти человек, восемь из них назначаются Сеймом по предложению парламентских партий, и один представляет Верховный суд. Председатель ЦИК, его заместитель и секретарь являются «профессиональными» членами ЦИК, работающими на постоянной основе. Председателя ЦИК назначает Сейм, его заместителя и секретаря члены комиссии выбирают самостоятельно.
Муниципальные комиссии, как и ЦИК, назначаются на четыре года. Они состоят из 7-15 человек, назначенных местной думой, которая и определяет количество членов комиссии. Кандидатов в члены Муниципальных избирательных комиссий выдвигают политические партии, блоки партий, группы из не менее 10 граждан или депутаты местных советов. На нижнем уровне организации выборов находятся УИК. В их состав входят семь человек, назначенных Муниципальными комиссиями..
На выборах в Сейм в Латвии не применяется предварительная регистрация избирателей или реестр избирателей в отличие от местных выборов или выборов в Европейский парламент. Граждане имеют право проголосовать на любом участке даже за пределами округа своего проживания. Список избирателей формируется по приходе голосующих на участки. Для голосования избиратели обязаны предъявить паспорт гражданина. При получении бюллетеня в паспорт ставится штамп, подтверждающий, что человек уже принял участие в выборах. Это гарантирует невозможность повторного голосования. Граждане, находящиеся за пределами Латвии, имели право проголосовать по почте или на организованных за границей участках. На настоящих выборах общее количество граждан, имевших право голоса, составило 1542700 человек, среди них 50616 за рубежом.
Для участия в выборах были зарегистрированы 9 партий и 4 предвыборных блока. 12 из 13 участников выдвинули списки кандидатов в каждом из пяти избирательных округов. В целом 1092 кандидата баллотировались в Сейм.

## Участники выборов

### Регистрация
Зарегистрировано 13 партий или объединений партий; 12 из них подали списки в всех пяти избирательных округах, партия «Свобода. Свободен от страха, ненависти и гнева» в трёх: Риге, Курземе и Земгале.
| №  | Список                                         | Подача     | Регистрация |
| -- | ---------------------------------------------- | ---------- | ----------- |
| 1  | Центр согласия                                 | 3 августа  | 5 августа   |
| 2  | Единство                                       | 9 августа  | 12 августа  |
| 3  | Союз зелёных и крестьян                        | 11 августа | 12 августа  |
| 4  | Национальное объединение                       | 12 августа | 12 августа  |
| 5  | За президентскую республику                    | 15 августа | 19 августа  |
| 6  | Партия реформ Шлесерса ЛПП/ЛЦ                  | 15 августа | 19 августа  |
| 7  | ЗаПЧЕЛ                                         | 16 августа | 19 августа  |
| 8  | ЛСДРП                                          | 16 августа | 19 августа  |
| 9  | Народный контроль                              | 17 августа | 19 августа  |
| 10 | Партия реформ Затлерса                         | 17 августа | 19 августа  |
| 11 | Христианско-демократический союз               | 17 августа | 19 августа  |
| 12 | Последняя партия                               | 17 августа | 19 августа  |
| 13 | Свобода. Свободен от страха, ненависти и гнева | 18 августа | 19 августа  |

### Списки и их лидеры
| №  | Список                                         | Лидеры                  | Лидеры                | Лидеры                      | Лидеры               | Лидеры            |
| №  | Список                                         | Рига                    | Видземе               | Латгале                     | Курземе              | Земгале           |
| -- | ---------------------------------------------- | ----------------------- | --------------------- | --------------------------- | -------------------- | ----------------- |
| 1  | Единство                                       | Гирт Валдис Кристовскис | Валдис Домбровскис    | Янис Лачплесис              | Солвита Аболтиня     | Айгар Штокенберг  |
| 2  | ЛСДРП                                          | Айвар Тимофеев          | Марис Плявиньш        | Янис Диневич                | Илга Витале          | Гунтис Янковский  |
| 3  | Партия реформ Затлерса                         | Эдмунд Спрудж           | Валдис Затлерс        | Оскар Зугицкий              | Инита Бишофа         | Янис Озолиньш     |
| 4  | Христианско-демократический союз               | Мара Виктория Зилгалве  | Илма Андерсоне        | Александр Зеймуль-Прижевойт | Сандра Брике         | Дзинтарс Клява    |
| 5  | Партия реформ Шлесерса ЛПП/ЛЦ                  | Айнарс Шлесерс          | Андрис Берзиньш       | Рита Строде                 | Инесе Шлесере        | Карлис Грейшкалнс |
| 6  | Центр согласия                                 | Янис Урбанович          | Сергей Долгополов     | Янис Тутин                  | Валерий Агешин       | Иварс Зариньш     |
| 7  | ЗаПЧЕЛ                                         | Яков Плинер             | Андрис Толмачёв       | Мирослав Митрофанов         | Элита Косака         | Валерий Бухвалов  |
| 8  | Национальное объединение                       | Эйнарс Цилинскис        | Райвис Дзинтарс       | Инесе Лайзане               | Гайдис Берзиньш      | Имантс Парадниекс |
| 9  | За президентскую республику                    | Аугустс Куравс          | Интс Цалитис          | Леонс Боярс                 | Эгилс Пурмалис       | Эйнарс Григорс    |
| 10 | Последняя партия                               | Эвита Гоша              | Юргис Ансис Стабингис | Наталья Башкирова           | Петерис Пуритис      | Алдис Хофманис    |
| 11 | Союз зелёных и крестьян                        | Раймондс Вейонис        | Янис Дуклавс          | Станислав Шкестер           | Дана Рейзниеце-Озола | Аугустс Бригманис |
| 12 | Народный контроль                              | Анатолий Романюк        | Рихард Яблоков        | Игорь Трачум                | Эрвинс Индриксонс    | Юрис Туркополис   |
| 13 | Свобода. Свободен от страха, ненависти и гнева | Анрийс Аумалас          | не участвуют          | не участвуют                | Иева Кантмане        | Даце Бримерберга  |

### Кандидаты на пост премьер-министра
| №  | Список                        | Кандидат                    |
| -- | ----------------------------- | --------------------------- |
| 1  | Единство                      | Валдис Домбровскис          |
| 3  | Партия реформ Затлерса        | Эдмунд Спрудж               |
| 5  | Партия реформ Шлесерса ЛПП/ЛЦ | Айнарс Шлесерс              |
| 6  | Центр согласия                | Янис Урбанович и Нил Ушаков |
| 8  | Национальное объединение      | Гайдис Берзиньш             |
| 11 | Союз зелёных и крестьян       | Айварс Лембергс             |

## Результаты
| Партия                                          | Голоса    | %      | Места | Изменение |
| ----------------------------------------------- | --------- | ------ | ----- | --------- |
| Центр согласия                                  | 259 930   | 28,362 | 31    | ▲2        |
| Партия реформ Затлерса                          | 190 856   | 20,825 | 22    | Новая     |
| Единство                                        | 172 563   | 18,829 | 20    | ▼13       |
| Национальное объединение                        | 127 208   | 13,880 | 14    | ▲6        |
| Союз зелёных и крестьян                         | 111 957   | 12,216 | 13    | ▼9        |
| Партия реформ Шлесерса[a]                       | 22 131    | 2,415  | 0     | ▼8        |
| ЗаПЧЕЛ                                          | 7109      | 0,776  | 0     | ▬         |
| Последняя партия                                | 4471      | 0,488  | 0     | ▬         |
| За президентскую республику                     | 2881      | 0,314  | 0     | ▬         |
| Народный контроль                               | 2573      | 0,281  | 0     | ▬         |
| ЛСДРП                                           | 2531      | 0,276  | 0     | ▬         |
| Свобода. Свободен от страхов, ненависти и гнева | 2011      | 0,219  | 0     | Новая     |
| Христианско-демократический союз                | 1994      | 0,217  | 0     | ▬         |
| Недействительные                                | 8256      | 0,901  | -     | -         |
| Всего                                           | 916 469   | 100    | 100   | -         |
| Всего избирателей/явка                          | 1 542 544 | 59,45  | -     | -         |
| Источник: ЦИК Латвии                            |           |        |       |           |

a  На выборах Десятого Сейма принимала участие в составе объединения «За лучшую Латвию».
На выборах одержал победу блок «Центр согласия». Созданная перед выборами «Партия реформ Затлерса» заняла второе место, а победитель выборов 2010 года «Единство» откатился на третье место. Из возможных правительственных коалиций наиболее вероятными были два варианта: коалиция «Партии реформ Затлерса» и «Центра согласия», имевшая 53 депутата из 100 в Сейме, или коалиция «Партии реформ Затлерса», «Единства» и Национальное объединение, имевшая 56 депутата из 100 в Сейме. При этом «Партии реформ Затлерса» отказалась от сотрудничества с Союзом зелёных и крестьян, считая его связанным с олигархами, в частности с мэром Вентспилса Айварсом Лембергсом. Когда стало понятно, что Валдис Затлерс склоняется к союзу с «Центром согласия», популярность «Партии реформ Затлерса» резко упала, а шесть избранных от неё депутатов вышли из партии и стали независимыми парламентариями. Это сделало невозможной коалицию «Партии реформ Затлерса» и «Центра согласия» в связи с недостаточным количеством депутатов (менее половины в стоместном Сейме). В итоге соглашение о создании правительства подписали три партии: «Партия реформ Затлерса», «Единство» и Национальное объединение при поддержке шести независимых депутатов, покинувших «Партию реформ Затлерса». На должность премьер-министра был выдвинут Валдис Домбровскис.

### Результаты по областям
Результаты выборов в Сейм Латвии по областям
| Партия                                                                                           | Видземе | Земгале | Курземе | Латгале | Рига | Латвия |
| ------------------------------------------------------------------------------------------------ | ------- | ------- | ------- | ------- | ---- | ------ |
| Центр согласия                                                                                   | 5       | 3       | 2       | 8       | 13   | 31     |
| Партия реформ Затлерса                                                                           | 7       | 4       | 4       | 2       | 5    | 22     |
| Единство                                                                                         | 7       | 3       | 2       | 2       | 6    | 20     |
| Национальное объединение                                                                         | 5       | 2       | 2       | 1       | 4    | 14     |
| Союз зелёных и крестьян                                                                          | 3       | 3       | 3       | 2       | 2    | 13     |
| Всего                                                                                            | 27      | 15      | 13      | 15      | 30   | 100    |
| Источник: 11.Saeimā ievēlēto deputātu kandidātu sarakstu vietu skaits Saeimas vēlēšanu apgabalos |         |         |         |         |      |        |